# كارول بيكر
كارول بيكر (بالإنجليزية: Carroll Baker) (مواليد في 28 مايو 1931) ممثلة، مسرحبة، تلفزيونية وسنيمائية أمريكية سابقة، اكتسبت شهرتها في الفترة الخمسينات والستينيات من القرن العشرين بأدور بسيطة، بعد دراستها المكثفة مع المخرج لي ستراسبرغ في استوديو الممثلين، بدأت بيكر أداء أدوارها في مسارح برودواي في عام 1954، الأمر الذي جلب لها اهتمام المخرج إيليا كازان للعب دور البطولة في فيلم
بيبي دول (1956), أحد أهم أدوارها السينمائية والذي رشحت عنه عام 1957, لنيل جائزة بافتا لأفضل ممثلة أجنبية وجائزة الأوسكار لأفضل ممثلة، فضلا عن نيلها جائزة غولدن غلوب للنجمة الصاعدة.

## روابط خارجية
- كارول بيكر على موقع IMDb (الإنجليزية)
- كارول بيكر على موقع روتن توميتوز (الإنجليزية)
- كارول بيكر على موقع ألو سيني (الفرنسية)
- كارول بيكر على موقع تيرنر كلاسيك موفيز (الإنجليزية)
- كارول بيكر على موقع أول موفي (الإنجليزية)
- كارول بيكر على موقع قاعدة بيانات برودواي على الإنترنت (الإنجليزية)
- كارول بيكر على موقع قاعدة بيانات الأفلام السويدية (السويدية)
- كارول بيكر على موقع إن إن دي بي (الإنجليزية)
- كارول بيكر على موقع ديسكوغز (الإنجليزية)
- كارول بيكر على موقع قاعدة بيانات الفيلم (الإنجليزية)